# Chrysometa muerte
Chrysometa muerte är en spindelart som beskrevs av Claude Lévi 1986. Chrysometa muerte ingår i släktet Chrysometa och familjen käkspindlar. Inga underarter finns listade i Catalogue of Life.